# Alexis Bartet
Pour les articles homonymes, voir Bartet.
Alexis Napoléon Eugène Jean Bartet, né le 1er janvier 1880 à Varanges – mort le 7 février 1953 à Meschers-sur-Gironde, est un ingénieur français, diplômé de l’École des mines de Saint-Étienne (1901) de 1912 jusqu'à l'éclatement de la Seconde Guerre mondiale, directeur de la Compagnie galicienne de mines, actionnaire de la mine Janina à Libiąż (Pologne).
Fils de Jean-Baptiste Hippolyte dit « Louis », Commandant d’Infanterie, descendant d’une famille d’agriculteurs et de notables bourguignons implantée dans les environs de Dijon depuis au moins le XVIIe siècle et de Marie Bouaült d’origine normande
Alexis est un élève brillant. Après des études secondaires à Dijon dans une école catholique où il obtient le baccalauréat, il intègre l’Ecole des Mines de Saint-Etienne dont il sort en 1901, à 21 ans, Ingénieur des Mines, il commence sa carrière aux Houillères d'Anzin dans la banlieue de Valenciennes. Il y reste jusqu'en 1910.
De 1911 à juin 1912, il travaille comme ingénieur aux Mines de Czeladź (Pologne russe) pour 600 roubles par mois, puis, à compter du 1er juillet 1912, à la Compagnie Galicienne de Mines à Libiaż (Galicie, Pologne autrichienne) pour 24 000 francs annuels.
Il s’est installé en Pologne avec sa famille ; en 1911 ils habitent Piaski près de Czeladz puis en 1913 Libiąż. Ils y ont trois employés, une institutrice pour les garçons, un homme à tout faire et une cuisinière.

En 1914, comme les étés précédents la famille revient en France pour les vacances chez les grands-parents. Quand la guerre éclate, Alexis se trouve en Galicie et en tant que citoyen d’un pays ennemi de l’Autriche est interné à Raabs (Autriche). 
Libéré en juin 1916, il revient à Libiąż puis en France et réside avec sa famille à Rueil Malmaison mais d’août 1919 à février 1920, en poste à Libiaz à la mine "Janina", il expédie chaque semaine, en raison de la situation agitée consécutive à la guerre (pénuries) et à la révolution russe (tentatives de soviétisation) un rapport à M.Tézenas du Montcel, Administrateur Général de la société Galicienne de Mines.
De 1920 à 1943, il est Directeur de la Compagnie Galicienne de Mines avec résidence en France.
De 1926 à 1932, il est secrétaire du Conseil de la Société de Berestow Krinka (société française) et de 1932 à 1950, président de cette société. À ce titre, il réside et est payé en France mais il passe, chaque trimestre, jusqu’à la guerre, un mois en Pologne. Lorsqu’il séjourne à Cracovie, il habite dans la vieille ville, rue Kanonicza au pied du château royal de Wawel.
Il épouse à Bordeaux le 11 juillet 1905, Marie Marguerite Barriere. Alexis et Marguerite eurent trois enfants :
- Marie, née en 1906, morte à la naissance,
- Jean, Eutrope, Joseph, né le 6 octobre 1907 à Denain,
- Henri Hugues, né à Denain le 3 mars 1910, Capitaine d’artillerie, mort pour la France le 25 avril 1945 à Kembs (Haut-Rhin).

Ayant résidé durant son activité à Rueil-Malmaison dans la rue Michelet, il se retire à la retraite, en 1947 à Meschers (Charente Maritime) dans la maison de famille de son épouse. C’est là qu’il est décédé le 7 février 1953. Il est inhumé au cimetière de Meschers.
En 2006 à Libiąż, en présence d’un de ses petits-fils de son épouse d’origine polonaise et de deux de leurs petites-filles, du Bourgmestre de la ville et de la Direction de la Mine « Janina », toujours en activité, a été dévoilée une plaque en reconnaissance à son activité pour le développement de la mine et de la ville. Cette plaque est apposée sur le parapet d’une fontaine inaugurée en vue du centenaire du début d’activité de la Mine « Janina » (1907) et qui rappelle la légende de l’attribution de ce nom à la mine.
Cette plaque porte l’inscription suivante : 
L'être humain n'est pas seulement l'auteur de ses actions mais par ses actes, il est en même temps d'une certaine façon, le créateur de sa propre personne.

« Jean-Paul II »

À la mémoire d'Alexis Bartet qui a rendu de grands services à la région de Libiąż et fut co-organisateur et Directeur de la mine "Janina" de 1912 à 1939.

Les habitants reconnaissants de la commune de Libiąż

Pour sa  contribution au développement de l'industrie minière polonaise Alexis Bartet a reçu la Croix d'Officier de Polonia Restituta.